# Naïm Sliti
Naïm Sliti (arabiska: نعيم سليتي), född 27 juli 1992 i Marseille, Frankrike, är en tunisisk fotbollsspelare som spelar för Al-Ettifaq. Han representerar även det tunisiska landslaget.

## Landslagskarriär
Sliti föddes i Marseille av föräldrar av tunisisk härkomst. Han debuterade för Tunisiens landslag den 3 juni 2016 i en 3–0-vinst över Djibouti.
Han blev uttagen i Tunisiens trupp till VM 2018 i Ryssland.